# Världspolis

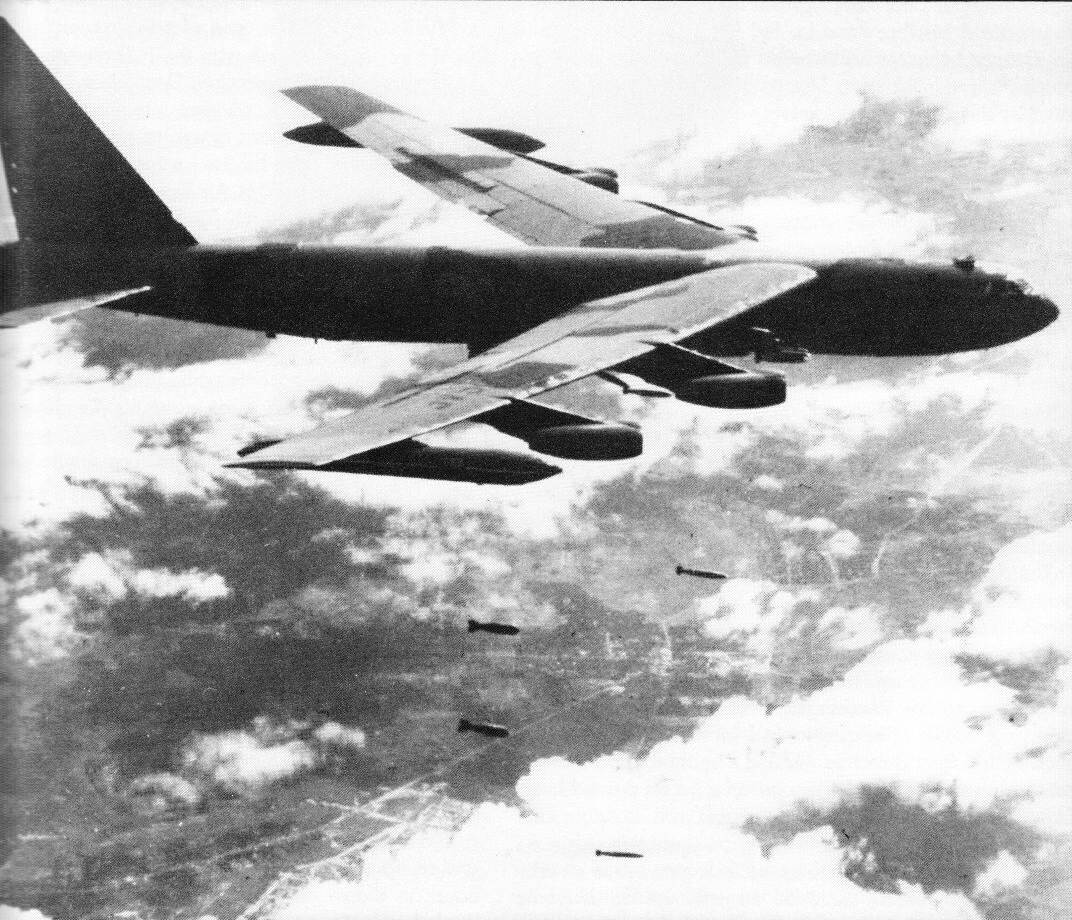
USA kritiserades starkt för sina insatser i Vietnamkriget. På bilden en B-52 Stratofortress som släpper bomber.

Begreppet världspolis eller internationell polis är en, oftast lätt nedsättande, term som syftar på USA från 1940-talet och framåt. Termen används då USA och dess väpnade styrkor, eller mer dolt genom CIA:s försorg, blandat sig i konflikter på många håll i världen utanför USA:s statsgränser, väpnade konflikter som anti-amerikanska kritiker menar att de inte har med att göra.
Om USA:s egna territorier eller medborgare angrips, som vid första världskriget och andra världskriget, och USA handlar i försvarssyfte används normalt inte termen.

### Fotnoter
1. ↑  ”Misstänksamheten mot USA växer”. Yle. 18 april 2007. http://svenska.yle.fi/artikel/2007/04/18/misstanksamheten-mot-usa-vaxer. Läst 7 maj 2016.